# Harpefilum
Harpefilum (lat. Harpephyllum), monotipski biljni rod vazdazelenog drveća iz porodice rujevki, čiji jer jedini predtavnik Harpephyllum caffrum. Ova vrsta raširena je po južnoafričkim provincijama (Transvaal, KwaZulu-Natal, Istočni Kap) i Mozambiku, a introducirana je na Fidži.
Vernakularno ovo drvo poznato je kao divlja šljiva (wild plum), a može narasti do 15 metara visine. Plodovi su jestivi, i služe kao hrana, pticama i drugim životinjama, te ljudima. Kora se kod tamošnjih naroda Zulu, Xhosa i Sotho koristi u tradicionalnoj medicini, a oni ovo drvo nazivaju umgwenya i mothekele, dok ga Buri zovu wildepruim.
- H. caffrum, Royal Botanic Gardens Sydney
- H. caffrum, plodovi u različitim stadijima sazrijevanja i listovi
- H. caffrum,